# Distrito electoral de Anna 6
Anna District 6 (en inglés: Anna District 6 Precinct) es un distrito electoral ubicado en el condado de Union en el estado estadounidense de Illinois. En el Censo de 2010 tenía una población de 880 habitantes y una densidad poblacional de 99,58 personas por km².

## Geografía
Anna District 6 se encuentra ubicado en las coordenadas 37°29′42″N 89°14′41″O / 37.49500, -89.24472. Según la Oficina del Censo de los Estados Unidos, Anna District 6 tiene una superficie total de 8.84 km², de la cual 8.74 km² corresponden a tierra firme y (1.06%) 0.09 km² es agua.

## Demografía
Según el censo de 2010, había 880 personas residiendo en Anna District 6. La densidad de población era de 99,58 hab./km². De los 880 habitantes, Anna District 6 estaba compuesto por el 95.34% blancos, el 1.25% eran afroamericanos, el 0.45% eran amerindios, el 0.11% eran asiáticos, el 0% eran isleños del Pacífico, el 1.14% eran de otras razas y el 1.7% pertenecían a dos o más razas. Del total de la población el 3.98% eran hispanos o latinos de cualquier raza.